# Hans Riexinger

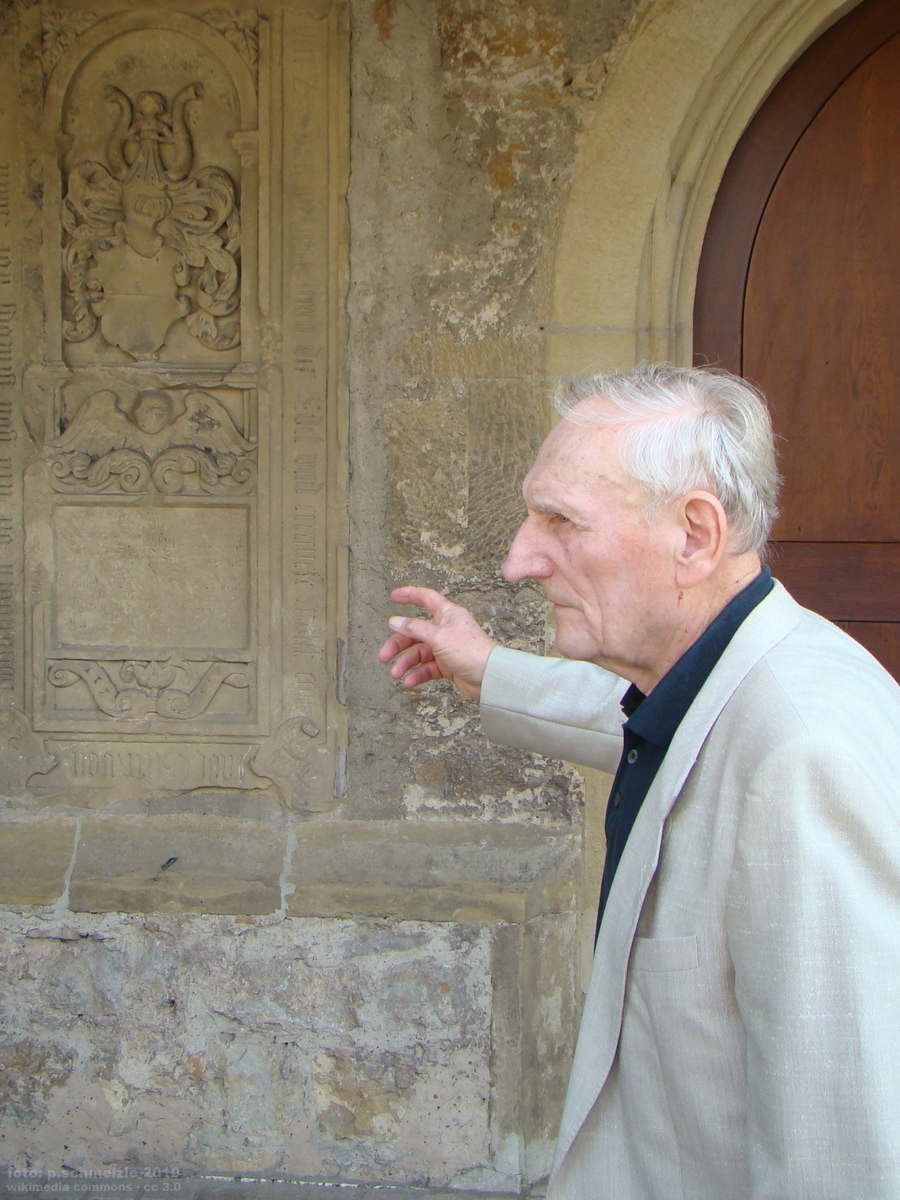
Hans Riexinger am Tag des offenen Denkmals 2010 bei einer Führung an der Sebastianskirche in Kochendorf

Hans Riexinger (* 18. Dezember 1927 in Kochendorf; † 19. Mai 2019 in Bad Friedrichshall) war ein deutscher Heimatforscher.

## Leben
Riexinger war von Beruf Postbetriebsleiter und publizierte aus privatem Interesse vielfach über seinen Heimatort Kochendorf. Neben über 100 Beiträgen wie im Jahrbuch für schwäbisch-fränkische Geschichte war er wie Karl Hugo Popp und Lothar Hantsch an den von 1983 bis 2001 erschienenen drei Bänden mit Aufsätzen zur Geschichte Bad Friedrichshalls beteiligt.
Gemeinsam mit seinem Sohn Klaus hat er u. a. die Geschichte des Kochendorfer Konzentrationslagers erforscht. Außerdem gilt er als Entdecker eines römischen Kleinkastells in Kochendorf, das er 1961 auf Fotografien entdeckte und 1962 durch Grabungen bestätigte. Weitere römische Siedlungsspuren fand er 1987 und stellte später eine Ausstellung zur römischen Geschichte im Umland von Bad Friedrichshall zusammen.
Riexinger war noch im hohen Alter als ehrenamtlicher Archivar seiner Heimatstadt sowie Denkmalpfleger für den nördlichen Landkreis Heilbronn tätig. Er war verheiratet und hatte mit seiner Ehefrau Erni Riexinger zwei Söhne.

## Auszeichnungen
2012 wurde Hans Riexinger für sein Lebenswerk mit dem Archäologie-Preis Baden-Württemberg ausgezeichnet.

## Schriften (Auswahl)
- Die frühen Grecken von Kochendorf. Eine Auswertung der ältesten Dokumente. In: Jbschwäb-fränkG 29, 1979/81, S. 121–134 (mit Karl Hugo Popp)
- Zur Geschichte der Heilbronner Familie Künckelin / von Kinckel. In: Jbschwäb-fränkG 30, 1983, S. 145–166 (mit Karl Hugo Popp)
- Der Kochendorfer Amtmann Schoepf und seine verwandtschaftlichen Beziehungen zu den Familien von Bühler und Capler von Oedheim. In: Jbschwäb-fränkG 31, 1986, S. 99–120 (mit Karl Hugo Popp)
- Die pfälzisch-württembergische Linie der Familie Chanowsky von Langendorf. In: Jbschwäb-fränkG 32, 1992, S. 73–90 (mit Karl Hugo Popp)